# Dagmar Mißfeldt
Dagmar Mißfeldt (* 1. April 1964 in Hamburg) ist eine deutsche Skandinavistin und Übersetzerin.

## Leben
Mißfeldt absolvierte von 1984 bis 1993 ein Studium der Finnougristik und Skandinavistik an den Universitäten in München, Hamburg, Göttingen, Turku und an der Åbo Akademi, das sie 1993 mit dem Magistergrad abschloss. Sie lebt heute als freiberufliche Übersetzerin in Hamburg. Daneben ist sie Lehrbeauftragte für Schwedisch an der Universität Hamburg und seit 2009 Lektorin und Leiterin des Zentrums für Prüfungen zur Erlangung des Schwedisch-Zertifikats „Swedex“ an der Universität Lüneburg.
Mißfeldt übersetzt erzählende Werke für Erwachsene, Kinder und Jugendliche sowie Sachbücher aus dem Schwedischen, Finnischen, Norwegischen und Dänischen ins Deutsche. Ihr weiterer Tätigkeitsbereich ist die Übersetzung der Dialoge für die deutschen Synchronfassungen skandinavischer Spielfilme und Fernsehspiele, darunter die Verfilmungen der Millennium-Trilogie Stieg Larssons.
Dagmar Mißfeldt ist Mitglied im Verband deutschsprachiger Übersetzer literarischer und wissenschaftlicher Werke.

## Ehrungen
- 2019: Hamburger Literaturpreis (Förderpreis) für die Übersetzung aus dem Norwegischen von »Beinahe Herbst/Nærmere høst« von Marianne Kaurin[1]

## Herausgeberschaft
- Skål, Admiral von Schneider!, Radebeul 2003 (herausgegeben zusammen mit Gabriele Haefs und Christel Hildebrandt)
- Morden im Norden, Frankfurt am Main 2004 (herausgegeben zusammen mit Gabriele Haefs und Christel Hildebrandt)
- Skandinavische Weihnachtsmärchen, München 2005 (herausgegeben zusammen mit Gabriele Haefs und Christel Hildebrandt)
- Weihnachtsgeschichten aus dem hohen Norden, Berlin 2007 (herausgegeben zusammen mit Gabriele Haefs und Christel Hildebrandt)
- Mittsommerfeuer, München 2008 (herausgegeben zusammen mit Gabriele Haefs und Christel Hildebrandt)
- Weihnachten im hohen Norden, Stuttgart 2011 (herausgegeben zusammen mit Gabriele Haefs und Christel Hildebrandt)
- Mord unterm Nordlicht, München 2013 (herausgegeben zusammen mit Gabriele Haefs und Christel Hildebrandt)

## Übersetzungen
- Mahmut Baksi: Ich war ein Kind in Kurdistan, Hamburg 1996
- Bo Balderson: Der Fall des Staatsministers, Radebeul 2002
- Bo Balderson: Der Mord in Harpsund, Radebeul 2002
- Bo Balderson: Das Werk des Staatsministers, Radebeul 2003
- Louise Boije af Gennäs: Deine Augen, meine Sterne, Berlin 2005 (übersetzt zusammen mit Gabriele Haefs)
- Marita Gleisner: Der Frisörladen, München 2002
- Anna-Leena Härkönen: Herzstechen, Stuttgart 2001
- Gabriella Håkansson: Operation B, Berlin 1998
- Lin Hallberg: Alle lieben Billie, Würzburg 2007
- Lin Hallberg: Frechdachs Billie, liebster Freund, Würzburg 2007
- Matti Yrjänä Joensuu: Der Hunger nach Liebe, München 1997
- Jesper Juul: Vom Gehorsam zur Verantwortung, Düsseldorf 2004
- Jesper Juul: Was gibt's heute?, Düsseldorf 2002
- Marianne Kaurin: Beinahe Herbst, Hamburg 2019
- Ann-Helén Laestadius: Das Leuchten der Rentiere (übersetzt zus. mit Maike Barth), Hamburg 2022
- Liza Marklund: Olympisches Feuer, Hamburg 2000
- Jonas Moström: Dominotod, Berlin 2017 (mit Nora Pröfrock)
- Jonas Moström: Mitternachtsmädchen, Berlin 2016 (mit Nora Pröfrock)
- Jonas Moström: Eisige Dornen, Berlin 2020
- Åsa Nilsonne: Im Verborgenen, Hamburg 1996
- Sören Olsson: Emanuel – Mädchen im Kopf, Würzburg 2002
- Sören Olsson: Emanuel  – verliebt in die Liebe, Würzburg 2003
- Jukka Parkkinen: Allstar, Hamburg 1997
- Siri Pettersen: Rabenringe
  - 1. Odinskind, Hamburg 2018 (mit Dagmar Lendt)
  - 2. Fäulnis, Hamburg 2019
- Elsi Rydsjö: Holunderblüten, München 2003
- Margit Sandemo: Die Saga vom Eisvolk, München
  - 1. Der Zauberbund, 2007
  - 3. Der Abgrund, 2007
  - 5. Todsünde, 2008
- Bjørn Sortland: Gefährliche Reisen, Würzburg
  - 1. Raub in Venedig, 2003
  - 2. Entführung in Luxor, 2003
  - 3. Das Rätsel der Dschungelstadt, 2004
- Daniel Zimakoff: Küsse im Regen, Würzburg 2002